# Tosteles

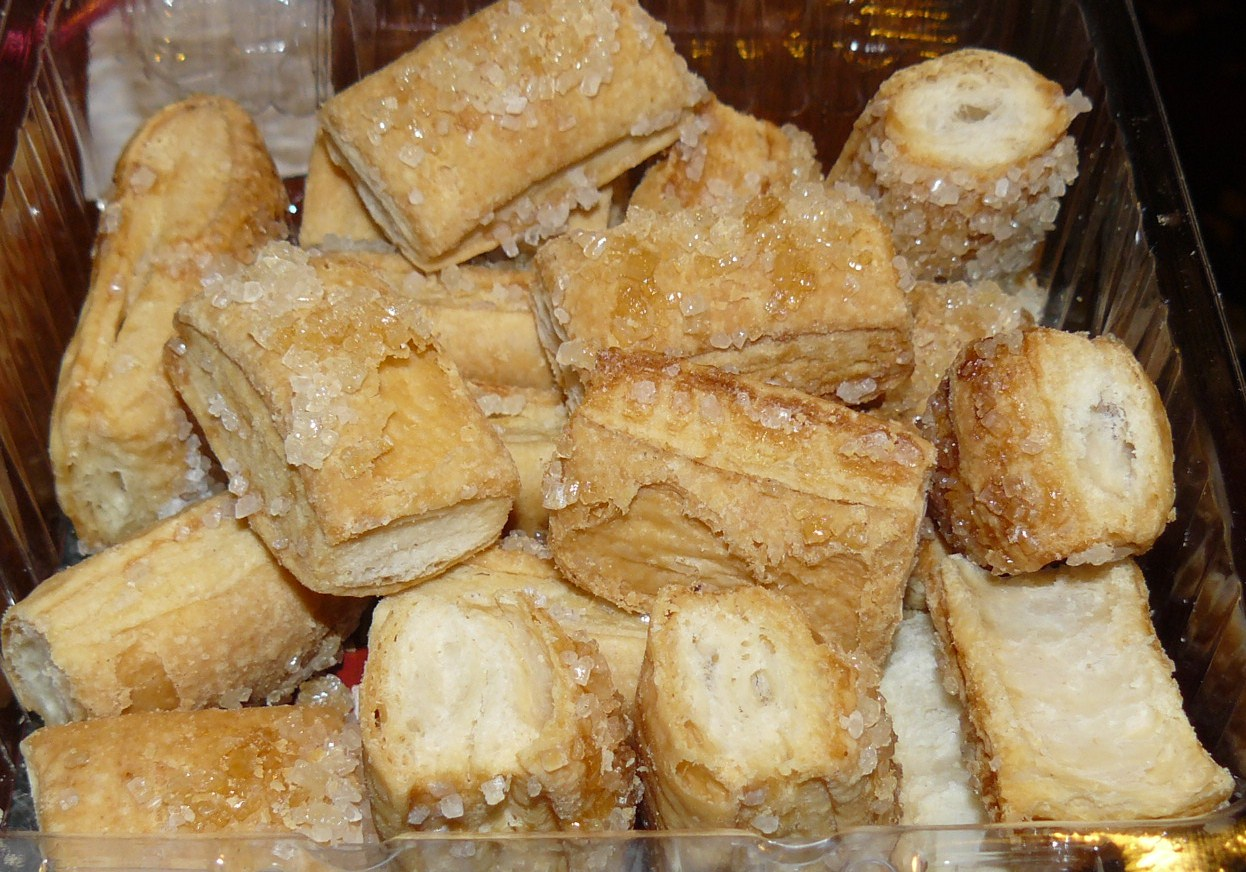
Tosteles azucarados de hojaldre.

Los tosteles son una manera genérica para denominar en Costa Rica a una gran variedad de reposterías y productos panificados dulces que fueron introducidos por la inmigración europea que se instaló en el país desde la colonización española, pero especialmente entre 1880 y 1950, hoy en día sumamente integrados a la gastronomía local y adaptados a los usos culinarios costarricenses. El nombre que se le dio en la nación a dichas preparaciones reposteras es autóctono, aunque se desconoce su origen, y en la actualidad son acompañantes comunes para tomar café.
Los tosteles se suelen adquirir en panaderías, e incluso pueden llegar a ser el medio por el cual muchos establecimientos tradicionales siguen en funcionamiento, representando productos distintivos de varios comercios. Son expedidos de forma tradicional tanto en piezas individuales como en conjunto, y pueden estar rellenos con mermeladas de piña, guayaba, fresa, membrillo o mora, así como con dulce de leche, chocolate, crema pastelera y —especialmente en Semana Santa— chiverre, así como muchas veces son cubiertos con azúcar blanca, negra o impalpable.
Entre los más populares están los gatos (derivados del francés: gâteau, pequeño bizcochuelo esponjoso y alargado, usualmente con cubierta roja azucarada, relleno de mermelada o dulce de leche), cachos (hojaldres en forma de cono, rellenos de crema pastelera, mermeladas o dulce de leche y espolvoreados con azúcar glas), quesadillas (panecillo relleno con una masa a base de harina de trigo, queso, canela, y dulce de tapa), orejas (hojaldres finos y alargados barnizados con caramelo), milhojas o tortas chilenas (pastel hecho con capas alternadas de hojaldre y dulce de leche, cubierto de azúcar glas o merengue), cremitas (esferas de harina horneadas, rellenas con dulce de leche, crema pastelera, mermeladas y con frecuencia bañadas en caramelo de azúcar o azúcar glas), prusianos (hojaldre relleno de merengue cubierto de azúcar glas), borrachos (masas esféricas azucaradas y de color rojo, rellenas de licor con crema pastelera, dulce de leche o alguna mermelada), costillas (similar a un strudel) con diversos rellenos y varios tipos de rosquetes (ya sea heredados de los cantuccini, de las lagaccio o las masas elaboradas con maíz).

## Historia

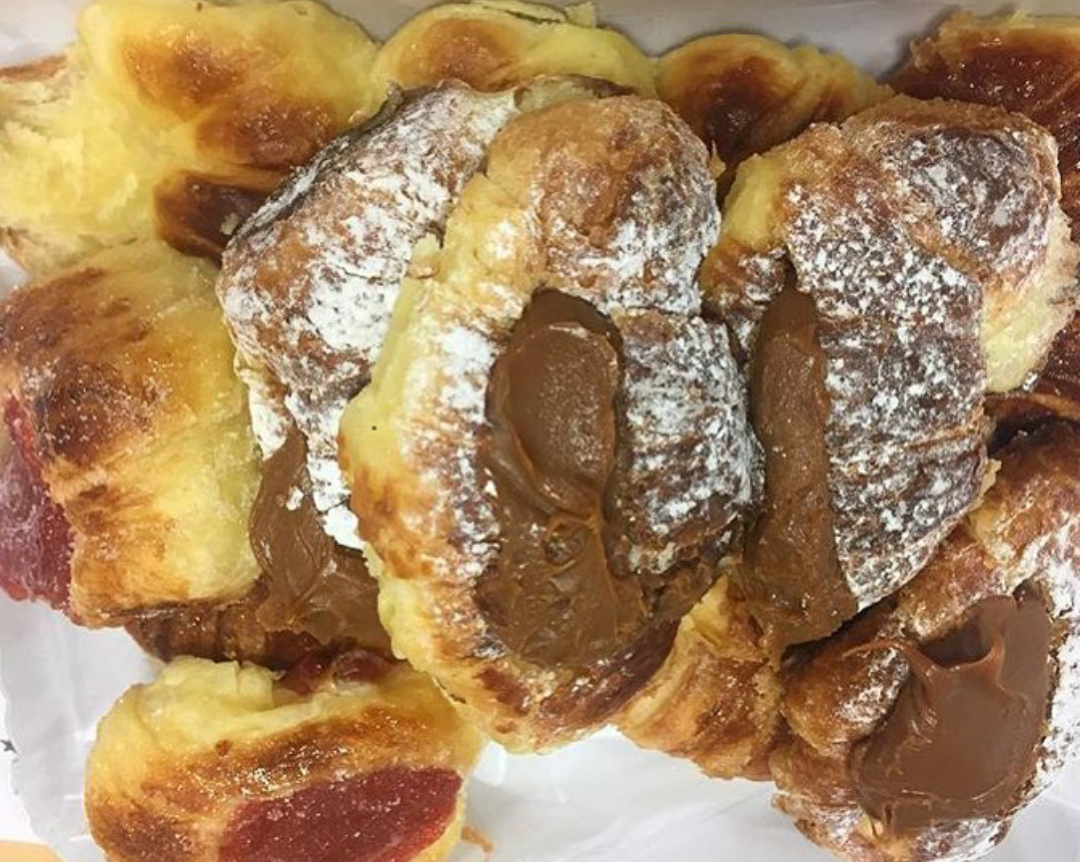
En la imagen se aprecia una costilla de fresa (de herencia colonial) y un pañuelo de dulce de leche (traído por franceses).

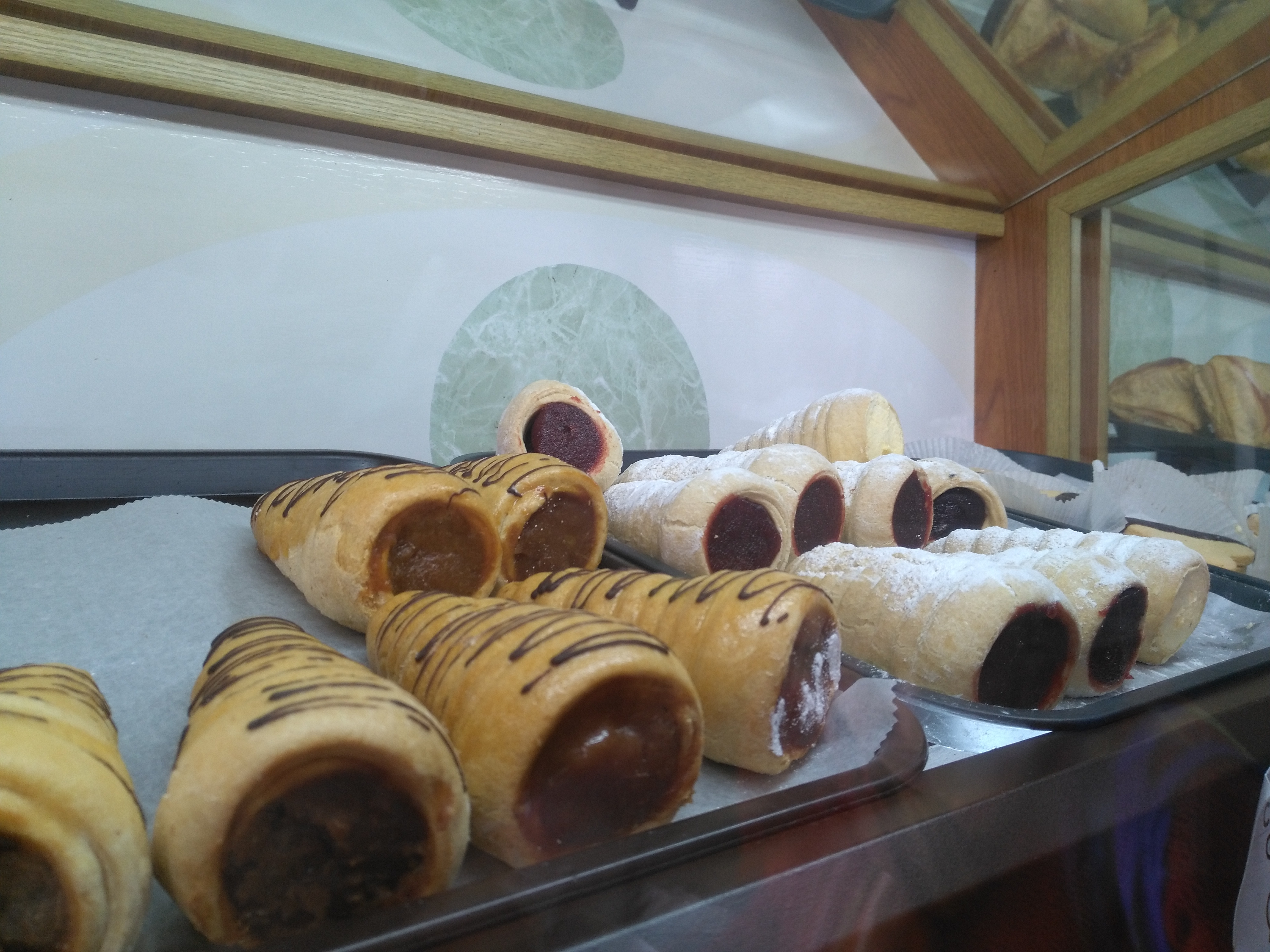
Los cachos son de los tosteles más populares, pueden estar rellenos de dulce de leche, mermeladas o crema pastelera.

Previo a la llegada de los europeos, en América eran muy comunes los panes de maíz y yuca, elaborados por los indígenas de diversas maneras; ingredientes que en Costa Rica se combinaron —y muchas veces se sustituyeron— por el trigo, que fue introducido en 1561 por los españoles. Este cereal ingresó a la nación junto con la masa hojaldrada de los colonos andaluces, que para la época colonial fue generando los primeros tosteles, muchos de ellos tradicionales en la actualidad, como orejas, alfajores y quesadillas. Ya en el país, algunos rellenos o componentes originales de Europa se cambiaban por los productos tropicales a disposición de la población, de manera que —por ejemplo— los pestiños sevillanos que dieron origen a los prestiños costarricenses y se elaboraban en España con vino, aceite y miel, en su versión criolla eran preparados con jugo de naranja y se les vertía encima dulce de tapa; así como muchas otras reposterías en las que se optaba por el achiote en vez del azafrán o por quesos frescos en vez de la nata.
Posteriormente en los siglos XIX y XX, surgen nuevos tosteles propios de otras cocinas europeas y mediterráneas, debido a una gran inmigración poscolonial, y que en la actualidad son considerados típicos como cremitas, cangrejos y borrachos. Durante esta época muchos inmigrantes se dedicaban a la panadería, por lo que sus usos reposteros fueron de gran influencia para la maleable identidad culinaria costarricense de aquella época. Incluso a través del tiempo dichas preparaciones han experimentado evoluciones similares a la de las reposterías coloniales, para adaptarse a la disponibilidad de ingredientes, utilizando productos tropicales, y para penetrar en la cultura gastronómica del país, como el caso de los prusianos (semejantes a un strudel, pero relleno de merengue) y las polacas (venidas de la repostería tradicional polaca, obleas finas pero utilizando harina de maíz).

## Galería

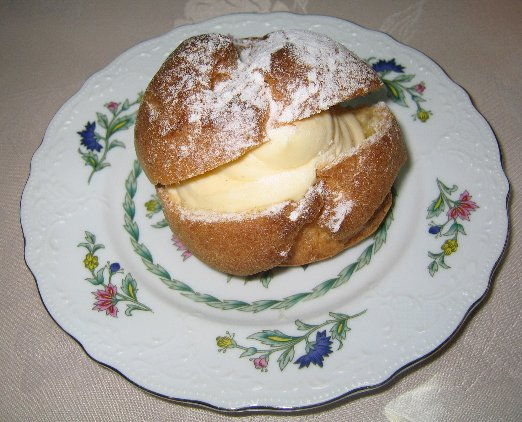
Cremita
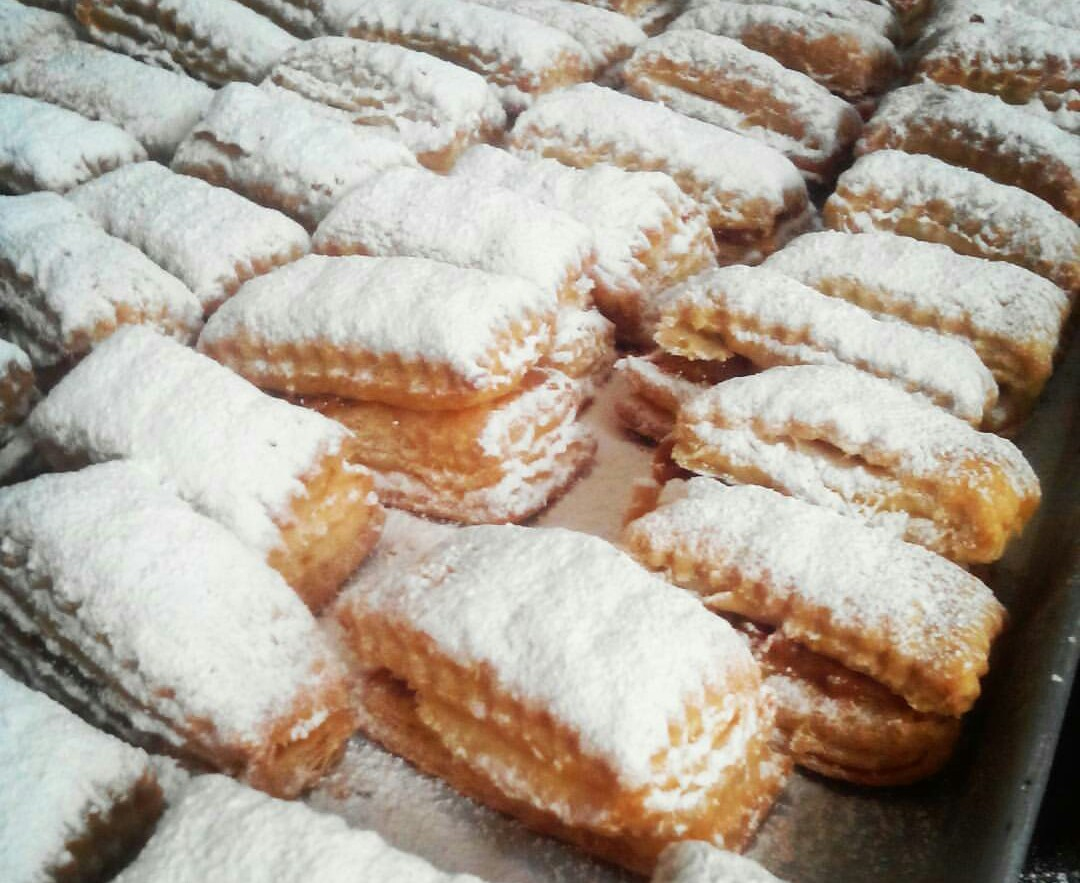
Prusianos
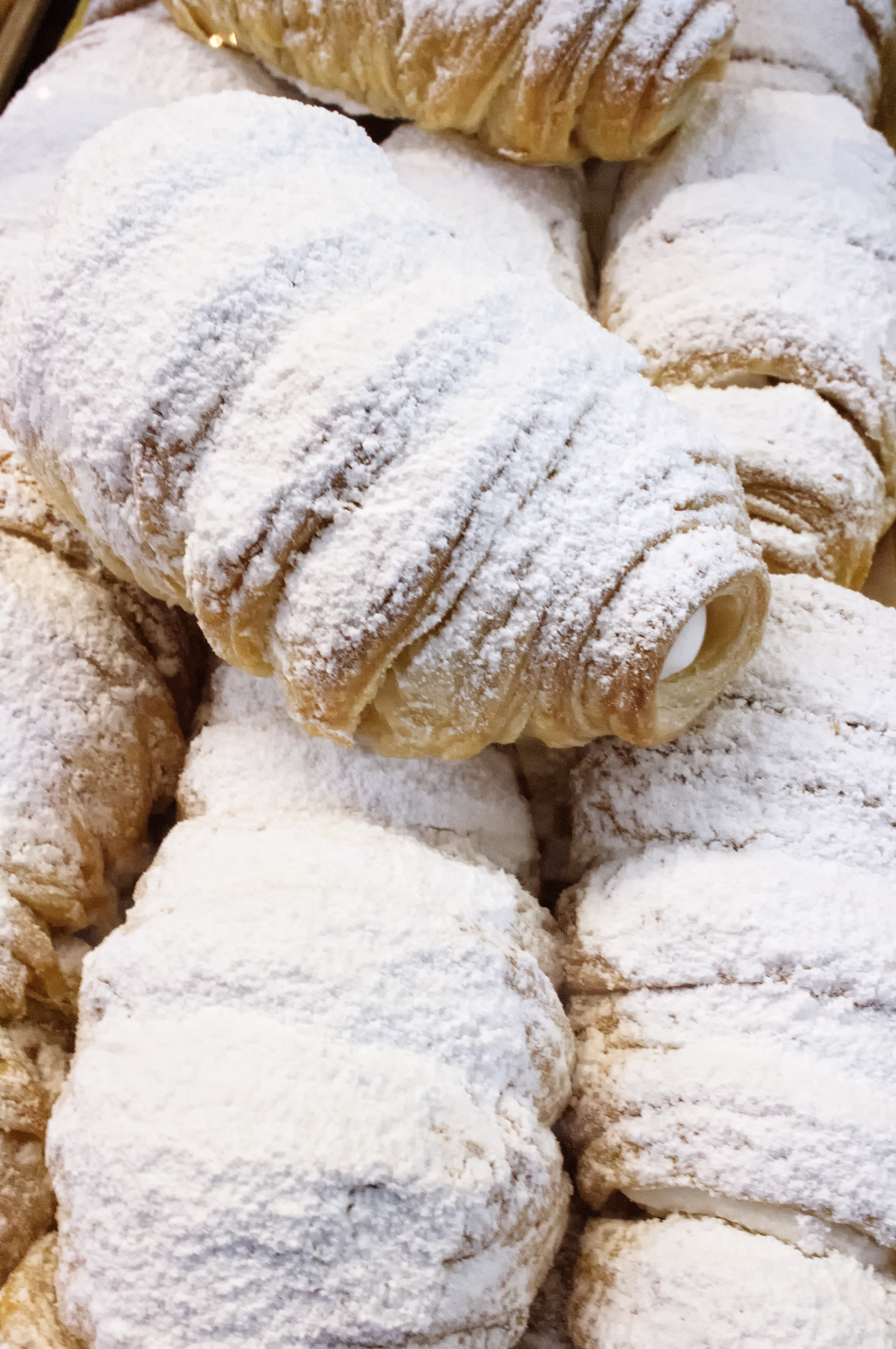
Cachos
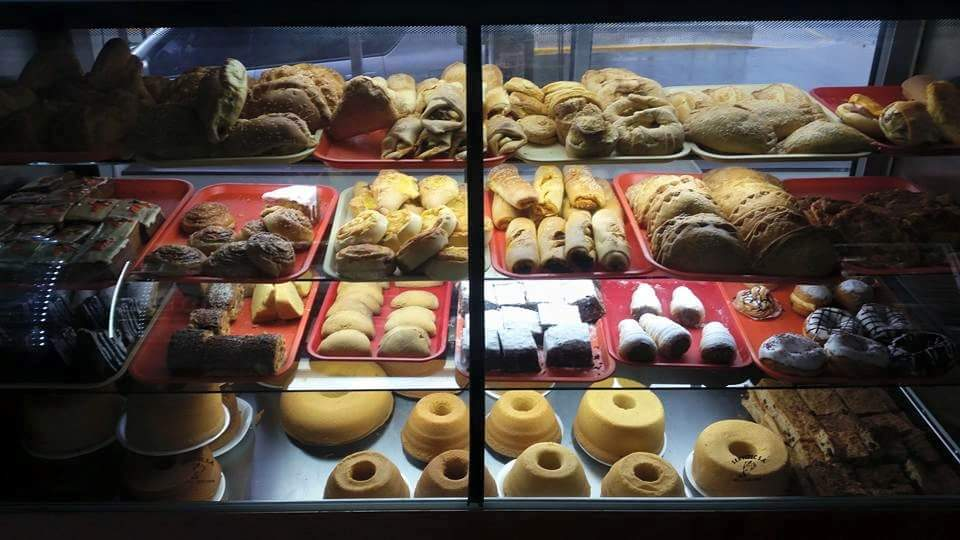
Tosteles
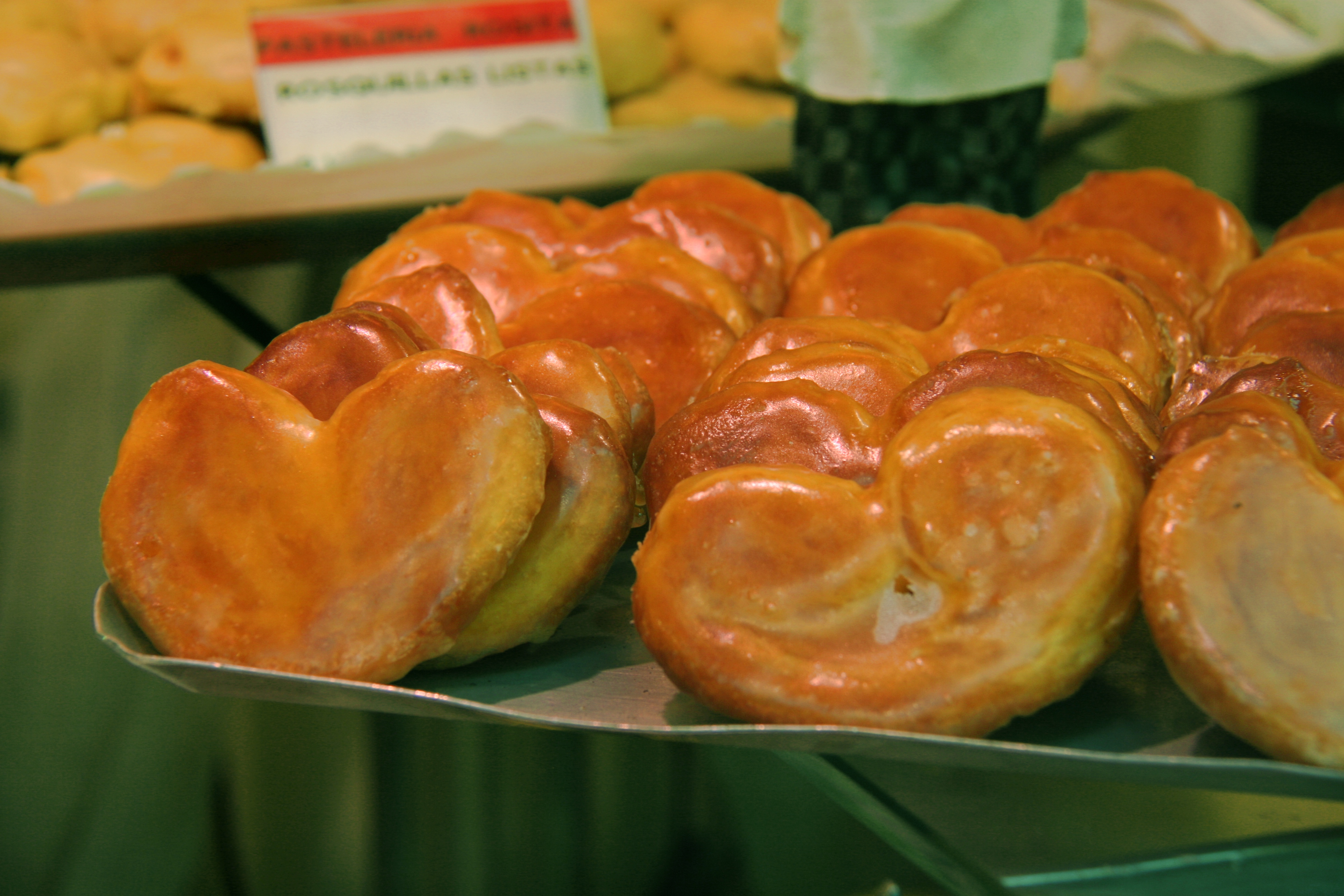
Orejas
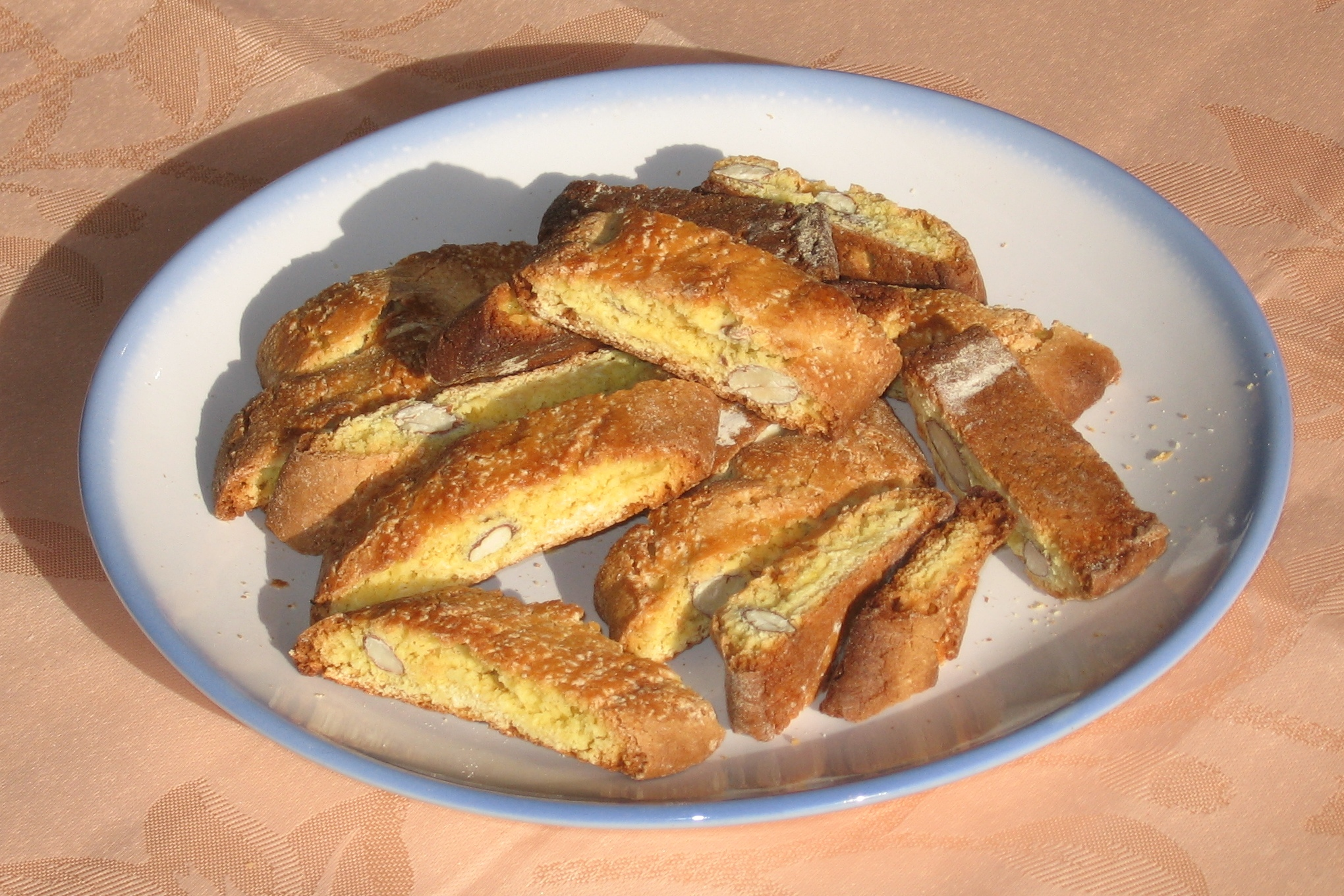
Rosquetes
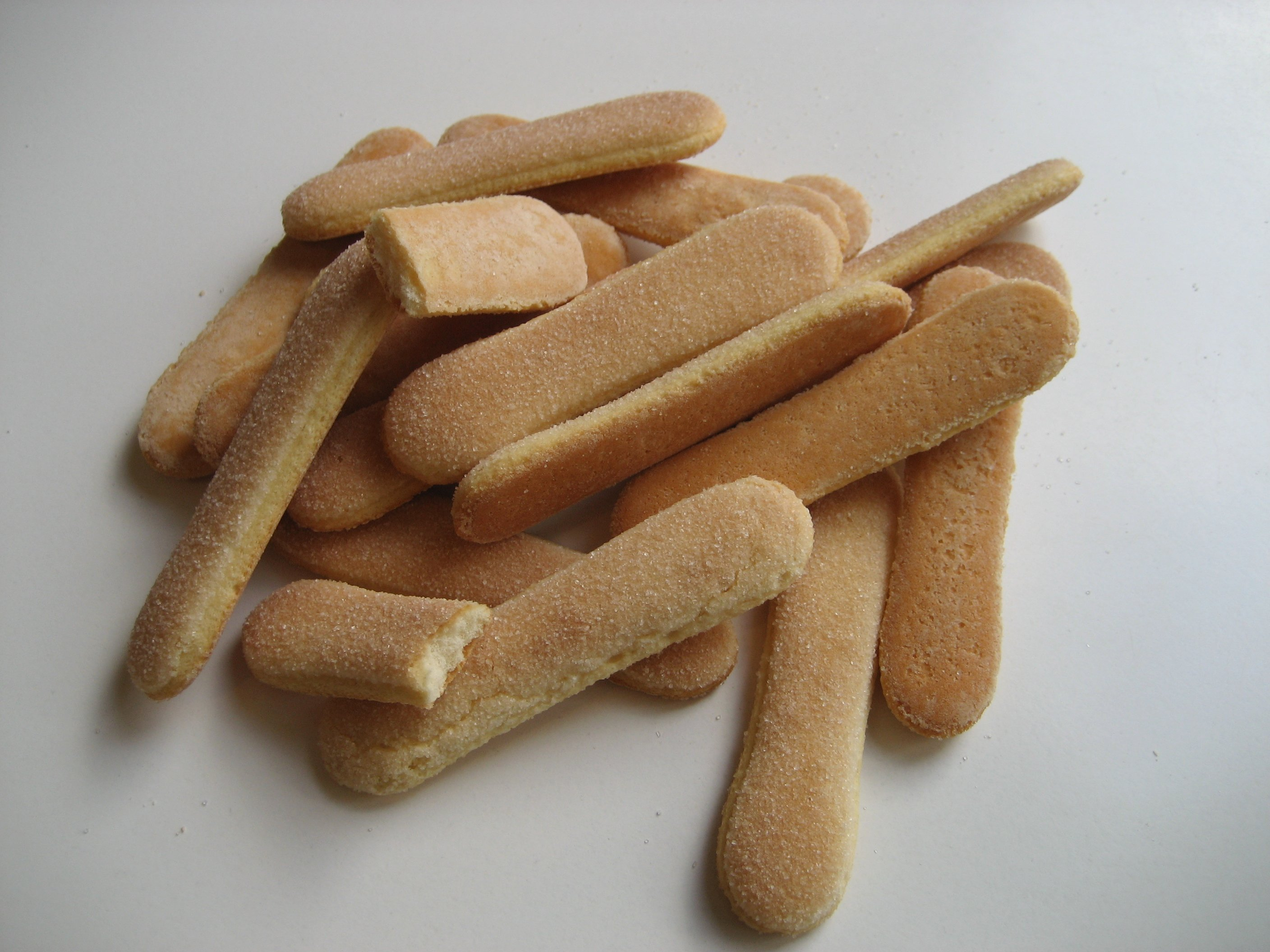
Dedos de señora